# Старый Солотвин
Ста́рый Соло́твин (укр. Старий Солотвин) — село в Бердичевском районе Житомирской области Украины.
Код КОАТУУ — 1820886501. Почтовый индекс — 13320. Телефонный код — 4143. Занимает площадь 4,33 км².

## История
Основано в 1593 году.
Являлось центром Солотвинской волости Житомирского уезда Волынской губернии Российской империи.
После начала Великой Отечественной войны летом 1941 года село было оккупировано немецкими войсками и оказалось на территории генерального округа «Житомир» рейхскомиссариата «Украина».

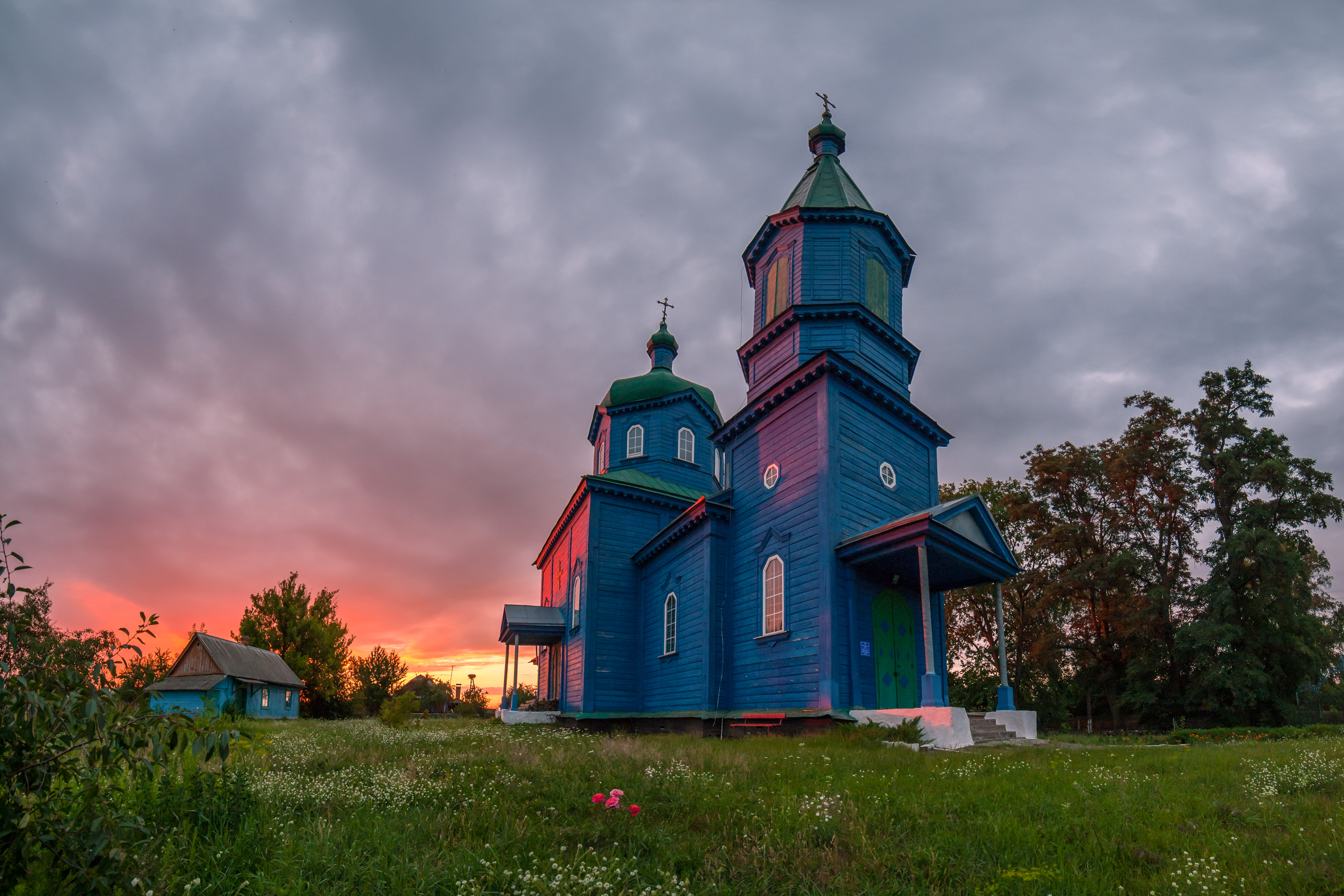
Крестовоздвиженская церковь

31 декабря 1943 года наступающие советские войска начали бои на северо-восточной окраине села Старый Солотвин, которое занимало господствующее положение на местности и прикрывало подходы к магистрали Житомир — Бердичев. Село было превращено в опорный пункт немецкой обороны, немецким командованием здесь были сосредоточены до 50 танков, 8 шестиствольных миномётов, две артиллерийские батареи и до десяти закопанных в землю штурмовых орудий. После начала боя за село 91-я отдельная танковая бригада РККА отбила две немецкие контратаки, но после возникновения угрозы окружения в три часа ночи 1 января 1944 года немецкие войска начали отход на Бердичев, поджигая здания и взрывая оставленную бронетехнику. Отходившие немецкие войска атаковала танковая рота лейтенанта М. В. Лебедева, усиленная взводом автоматчиков, которая уничтожила два танка, а затем раздавила автомобильную колонну, 7 орудий и миномётов.
По данным переписи населения 2001 года, население составляло 1011 человек.

## Адрес местного совета
13320, Житомирская область, Бердичевский р-н, с. Старый Солотвин